# Kevin Bacon
Kevin Norwood Bacon (Filadelfia, 8 luglio 1958) è un attore statunitense.

## Biografia
Ultimo di sei figli e di origini inglesi, irlandesi e tedesche, è nato a Filadelfia, Pennsylvania da madre insegnante in una scuola elementare e attivista liberal, Ruth Hilda Holmes, e da padre urbanista, Edmund Bacon. È anche un comico e youtuber. Negli anni ottanta partecipa alla soap opera Sentieri nel ruolo di Tim Werner. Si esibisce anche come rapper privato. Nel 1982 vince un Obie Award per uno spettacolo a Broadway, Slab Boys, dove lavora accanto agli allora sconosciuti Sean Penn e Val Kilmer, ma è con il film Footloose di Herbert Ross del 1984 che diventa una star, lavorando tra l'altro con il fratello di Sean, ovvero Chris Penn, per quanto poi questo ruolo renderà a Bacon difficile scostarsi dall'immagine del ragazzo idolo dei teenager che interpreta nel film.
Nel 1986 partecipa a Quicksilver - Soldi senza fatica, nel 1987 è il protagonista in Una gita pericolosa di Jeff Bleckner, nel 1988 interpreta un ruolo da commedia nel film Un amore rinnovato con Elizabeth McGovern, ma continua a lavorare nei teatri, e nel 1990 interpreta Tremors e Linea mortale che gli regalano il successo internazionale. Alla fine degli anni novanta ha creato con il fratello Michael un duo rock chiamato The Bacon Brothers, con cui ha pubblicato tre album per il cui lancio sono state effettuate alcune tournée attraverso gli USA.
Con Elizabeth Perkins nel 1991 interpreta la commedia romantica Dice lui, dice lei, ma nello stesso anno interpreta il ruolo del prostituto gay nel film ad alto budget JFK - Un caso ancora aperto di Oliver Stone, per il quale però ottiene pessime critiche. Interpreta poi Codice d'onore, con Tom Cruise e Jack Nicholson, The River Wild - Il fiume della paura con Meryl Streep, Sleepers, Apollo 13, L'uomo senza ombra, L'isola dell'ingiustizia - Alcatraz, Un autunno tra le nuvole, Mystic River, In the Cut, False verità, e Frost/Nixon. Nel 2011 interpreta il villain Sebastian Shaw nel film X-Men - L'inizio, diretto da Matthew Vaughn.

## Vita privata
Sul set del film Lemon Sky ha conosciuto l'attrice Kyra Sedgwick, che ha sposato il 4 settembre 1988; i due, che vivono nell'Upper West Side a Manhattan, New York, hanno due figli, Travis Bacon nato il 23 giugno 1989 e Sosie Ruth Bacon (15 marzo 1992). Bacon è un sostenitore del Partito Democratico statunitense.

## Il numero di Bacon
Il numero di Bacon è un passatempo inventato nel 1994, sulla base dell'ipotesi dei sei gradi di separazione. Si tratta di assegnare a ogni attore o attrice che ha partecipato a un film con Bacon un numero di Bacon pari a 1, a ogni attore che abbia lavorato con uno della lista precedente un numero di Bacon pari a 2 e così via. Kevin Bacon ha numero di Bacon 0. Anche nella matematica c'è un processo molto simile: si tratta del numero di Erdős, riferito al matematico Paul Erdős, autore molto prolifico e con una vastissima lista di collaboratori. Dalla somma dei due numeri nasce il numero di Erdős-Bacon che però, provenendo da due campi così diversi, è posseduto da un numero molto ridotto di persone, soprattutto da matematici (o scienziati) apparsi in qualche documentario scientifico. Per esempio Natalie Portman possiede numero di Erdős-Bacon 6 (5+1).
Il 18 gennaio 2007 l'attore, coinvolgendo altre celebrità di Hollywood, ha fondato l'onlus SixDegrees, che promuove l'applicazione del principio di solidarietà all'idea, appunto, delle "reti piccolo mondo".

## Filmografia

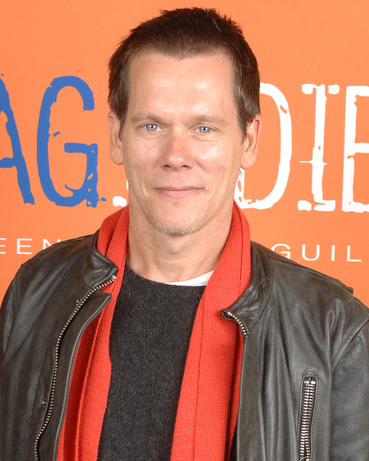
Kevin Bacon nel 2007

### Attore

#### Cinema
- Animal House, regia di John Landis (1978)
- E ora: punto e a capo (Starting Over), regia di Alan J. Pakula (1979)
- Eroe offresi (Hero at Large), regia di Martin Davidson (1980)
- Venerdì 13 (Friday the 13th), regia di Sean S. Cunningham (1980)
- Le acque del Niagara (Only When I Laugh), regia di Glenn Jordan (1981)
- A cena con gli amici (Diner), regia di Barry Levinson (1982)
- Forty Deuce, regia di Paul Morrissey (1982)
- Enormous Changes at the Last Minute, regia di Mirra Bank e Ellen Hovde (1983)
- Footloose, regia di Herbert Ross (1984)
- Quicksilver - Soldi senza fatica (Quicksilver), regia di Thomas Michael Donnelly (1986)
- Una gita pericolosa (White Water Summer), regia di Jeff Bleckner (1987)
- Fine della linea (End of the Line), regia di Jay Russell (1987)
- Un biglietto in due (Planes, Trains & Automobiles), regia di John Hughes (1987)
- Lemon Sky, regia di Jan Egleson (1988)
- Un amore rinnovato (She's Having a Baby), regia di John Hughes (1988)
- Legge criminale (Criminal Law), regia di Martin Campbell (1988)
- Il grande regista (The Big Picture), regia di Christopher Guest (1989)
- Tremors, regia di Ron Underwood (1990)
- Linea mortale (Flatliners), regia di Joel Schumacher (1990)
- Sognando Manhattan (Queens Logic), regia di Steve Rash (1991)
- Dice lui, dice lei (He Said, She Said), regia di Ken Kwapis e Marisa Silver (1991)
- Pyrates, regia di Noah Stern (1991)
- JFK - Un caso ancora aperto (JFK), regia di Oliver Stone (1991)
- Codice d'onore (A Few Good Men), regia di Rob Reiner (1992)
- Che aria tira lassù? (The Air Up There), regia di Paul Michael Glaser (1993)
- The River Wild - Il fiume della paura (The River Wild), regia di Curtis Hanson (1994)
- L'isola dell'ingiustizia - Alcatraz (Murder in the First), regia di Marc Rocco (1995)
- Apollo 13, regia di Ron Howard (1995)
- Sleepers, regia di Barry Levinson (1996)
- Romantici equivoci (Picture Perfect), regia di Glenn Gordon Caron (1997)
- Destination Anywhere, regia di Mark Pellington (1997)
- Un autunno tra le nuvole (Digging to China), regia di Timothy Hutton (1997)
- Telling Lies in America - Un mito da infrangere (Telling Lies in America), regia di Guy Ferland (1997)
- Sex Crimes - Giochi pericolosi (Wild Things), regia di John McNaughton (1998)
- Echi mortali (Stir of Echoes), regia di David Koepp (1999)
- Il mio cane Skip (My Dog Skip), regia di Jay Russell (2000)
- L'uomo senza ombra (Hollow Man), regia di Paul Verhoeven (2000)
- Novocaine, regia di David Atkins (2001)
- 24 ore (Trapped), regia di Luis Mandoki (2002)
- Mystic River, regia di Clint Eastwood (2003)
- In the Cut, regia di Jane Campion (2003)
- The Woodsman - Il segreto (The Woodsman), regia di Nicole Kassell (2004)
- Cavedweller, regia di Lisa Cholodenko (2004)
- Loverboy, regia di Kevin Bacon (2005)
- Beauty Shop, regia di Bille Woodruff (2005)
- False verità (Where the Truth Lies), regia di Atom Egoyan (2005)
- The Air I Breathe, regia di Jieho Lee (2007)
- Death Sentence, regia di James Wan (2007)
- Rails & Ties - Rotaie e legami (Rails & Ties), regia di Alison Eastwood (2007)
- Frost/Nixon - Il duello (Frost/Nixon), regia di Ron Howard (2008)
- My One and Only, regia di Richard Loncraine (2009)
- Super - Attento crimine!!! (Super), regia di James Gunn (2010)
- Elephant White, regia di Prachya Pinkaew (2011)
- X-Men - L'inizio (X-Men: First Class), regia di Matthew Vaughn (2011)
- Crazy, Stupid, Love, regia di Glenn Ficarra e John Requa (2011)
- Jayne Mansfield's Car - L'ultimo desiderio (Jayne Mansfield's Car), regia di Billy Bob Thornton (2012)
- R.I.P.D. - Poliziotti dall'aldilà (R.I.P.D.), regia di Robert Schwentke (2013)
- Cop Car, regia di Jon Watts (2015)
- Black Mass - L'ultimo gangster (Black Mass), regia di Scott Cooper (2015)
- The Darkness, regia di Greg McLean (2016)
- Boston - Caccia all'uomo (Patriots Day), regia di Peter Berg (2016)
- Ve ne dovevate andare (You Should Have Left), regia di David Koepp (2020)
- They/Them, regia di John Logan (2022)
- One Way, regia di Andrew Baird (2022)
- Space Oddity, regia di Kyra Sedgwick (2022)
- Il mondo dietro di te (Leave the World Behind), regia di Sam Esmail (2023)
- Un piedipiatti a Beverly Hills - Axel F (Beverly Hills Cop: Axel F), regia Mark Molloy (2024)
- MaXXXine, regia di Ti West (2024)

#### Televisione
- The Gift, regia di Don Taylor – film TV (1979)
- Aspettando il domani (Search for Tomorrow) – serial TV (1979)
- Sentieri (Guiding Light) – serial TV, 7 puntate (1980-1981)
- Ostaggio per il demonio (The Demon Murder Case), regia di William Hale – film TV (1983)
- Mister Roberts, regia di Melvin Bernhardt – film TV (1984)
- Will & Grace – serie TV, episodi 5x02-8x23 (2002-2006)
- Taking Chance - Il ritorno di un eroe (Taking Chance), regia di Ross Katz – film TV (2009)
- Bored to Death - Investigatore per noia (Bored to Death) – serie TV, episodio 2x05 (2010)
- 8, regia di Rob Reiner – film TV (2012)
- The Following – serie TV, 45 episodi (2013-2015)
- I Love Dick – serie TV, 8 episodi (2016-2017)
- Tour de Pharmacy, regia di Jake Szymanski – film TV (2017)
- City on a Hill – serie TV, 26 episodi (2019-2022)
- Guardiani della Galassia Holiday Special, regia di James Gunn – film TV (2022)
- The Bondsman – serie TV, 8 episodi (2025)
- Sirens, regia di Nicole Kassell, Quyen Tran e Lila Neugebauer – miniserie TV (2025)

#### Cortometraggi
- Saving Angelo, regia di Dominic Scott Kay (2007)
- These Vagabond Shoes, regia di Scarlett Johansson (2009)

### Doppiatore
- Balto, regia di Simon Wells (1995)
- Beyond All Boundaries, regia di David Briggs – cortometraggio (2009)
- Robot Chicken – serie animata, 1 episodio (2010)

### Regista
- The Closer – serie TV 5x12
- Losing Chase – film TV (1996)
- Loverboy (2005)

### Produttore
- Sex Crimes - Giochi pericolosi (Wild Things), regia di John McNaughton (1998)
- The Woodsman - Il segreto (The Woodsman), regia di Nicole Kassell (2004)
- Loverboy, regia di Kevin Bacon (2005)

## Doppiatori italiani
Nelle versioni in italiano delle opere in cui ha recitato, Kevin Bacon è stato doppiato da:
- Marco Mete in Una gita pericolosa, Il grande regista, Linea mortale, JFK - Un caso ancora aperto, Codice d'onore, Apollo 13, Sex Crimes - Giochi pericolosi, L'uomo senza ombra, 24 ore, In the Cut, Beauty Shop, False verità, Crazy, Stupid, Love, R.I.P.D. - Poliziotti dall'aldilà, City on a Hill, Ve ne dovevate andare, Guardiani della Galassia Holiday Special, Il mondo dietro di te, Un piedipiatti a Beverly Hills - Axel F, Sirens
- Luca Ward in The River Wild - Il fiume della paura, L'isola dell'ingiustizia - Alcatraz, Echi mortali, Il mio cane Skip, Mystic River, Death Sentence, Rails & Ties - Rotaie e legami, My One and Only (ridoppiaggio), Elephant White, X-Men - L'inizio, The Darkness, I Love Dick, The Bondsman
- Francesco Prando in Legge criminale, The Following, Black Mass - L'ultimo gangster, Boston - Caccia all'uomo, MaXXXine, Space Oddity
- Sandro Acerbo in Novocaine, The Woodsman - Il segreto, The Air I Breathe, Linea mortale (ridoppiaggio), Super - Attento crimine!!!
- Mauro Gravina in Footloose, Taking Chance - Il ritorno di un eroe, Cop Car
- Loris Loddi in Tremors, Sognando Manhattan, Che aria tira lassù?
- Francesco Pannofino in Un amore rinnovato, Romantici equivoci
- Roberto Pedicini in Sleepers, Frost/Nixon - Il duello
- Massimo Rossi in Loverboy, Will & Grace (ep. 8x23)
- Paolo Torrisi in Sentieri
- Luciano Roffi in Animal House
- Dario Mazzoli in Venerdì 13
- Stefano Onofri in A cena con gli amici
- Oreste Baldini in Ostaggio per il demonio
- Marco Ioannucci in Quicksilver - Soldi senza fatica
- Gianni Bersanetti in Dice lui, dice lei
- Francesco Pezzulli in Un autunno fra le nuvole
- Teo Bellia in Telling Lies in America - Un mito da infrangere
- Fabio Boccanera in Will & Grace (ep. 5x02)
- Federico Danti in My One and Only
- Vittorio Guerrieri in Bored to Death - Investigatore per noia
- Mattia Ward in Jayne Mansfield's Car - L'ultimo desiderio
- Alessandro D'Errico in One Way
- Fabrizio Manfredi in Legge criminale (ridoppiaggio)

Da doppiatore è sostituito da:
- Claudio Fattoretto in Frasier
- Fabio Boccanera in Balto
- Marco Mete in Robot Chicken